# Hackelberg und Landau

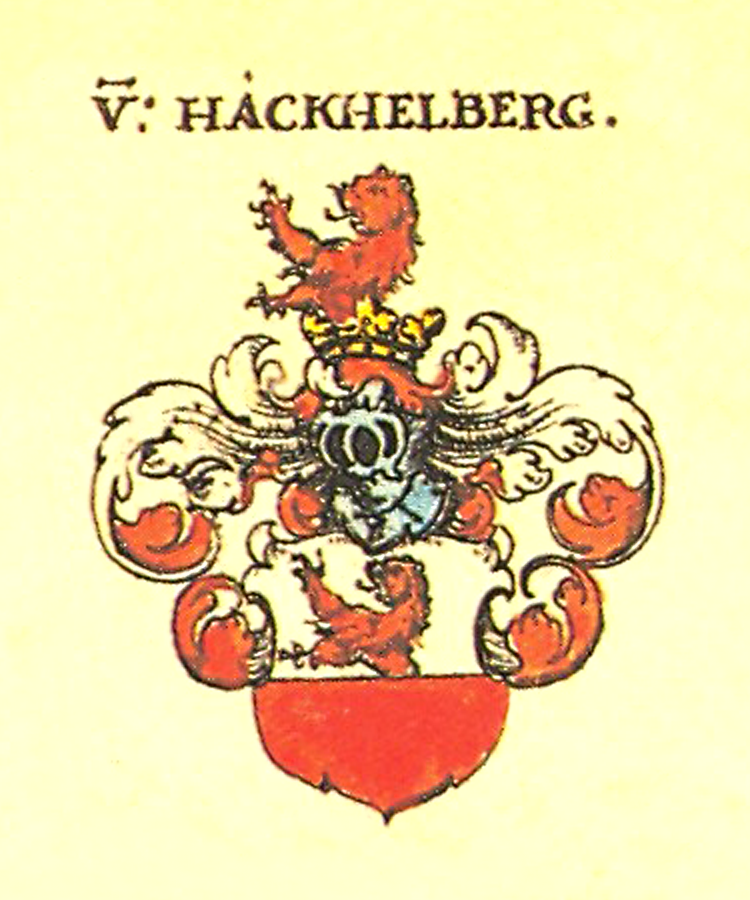
Stammwappen derer von Hackelberg

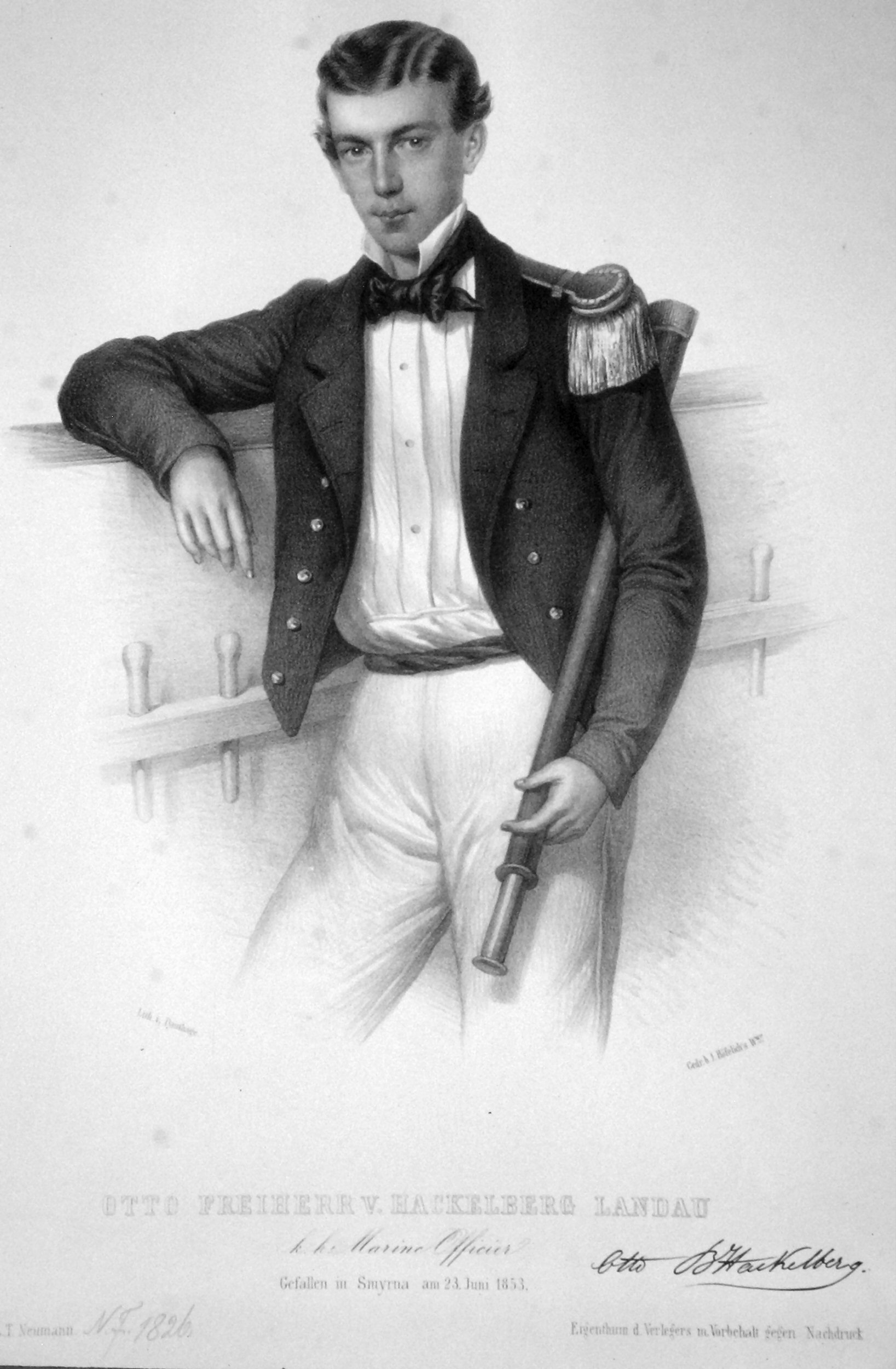
Otto Freiherr von Hackelberg-Landau, Lithographie von Adolf Dauthage, 1853

Hackelberg und Landau ist ein österreichisches Hochadelsgeschlecht.

## Geschichte
Das altadelige Geschlecht stammte aus Oberösterreich und machte sich später in Niederösterreich ansässig. Als Stammvater desselben erscheint Jacob Hackelberger, 1488 in Diensten des Erzherzogs Sigmund von Tirol, später des Kaisers Maximilian I. Mehrere Glieder dieser Familie bekleideten höhere Stellen im Staats- und Militärdienste.
Karl Hackelberg, Regierungsrat, steht im rühmlichen Andenken durch seine 1683 während der türkischen Belagerung Wiens zur Verteidigung und Erhaltung der zwei Viertel jenseits der Donau getroffenen klugen und energischen Anstalten. In Anerkennung dieser seiner Verdienste erhielt er 1688 den Reichsfrei- und Panier-Herrenstand. Karl wurde der Stifter der älteren und sein Bruder Gottfried jener der jüngeren Linie dieses Geschlechtes.
Ersterer nahm auch den Beinamen von Landau an, welchen sein Vetter Johann Rudolph durch eine Heirat mit einer Freiin von Landau aus dem Haus Württemberg erworben hatte. Von der älteren Linie war Joseph Ladislaus 1711 kaiserlicher Oberst. Rudolph Joseph 1785 Appellationsrat in Böhmen, 1800 Regierungspräsident in Oberösterreich; auf seiner Herrschaft Großpertholds in Niederösterreich errichtete er zu Hirschenstein eine große Glasfabrik.
Von der jüngeren Linie erwarb Johann Rudolph, der Sohn Gottfrieds, des Stifters derselben, von der ausgestorbenen freiherrlichen Familie der Landau das Gut Rottenbach, Geschlechtsnamen und Wappen, welche 1708 von Kaiser Joseph I. dem ganzen Geschlechte bewilligt wurden.
Einer der jüngsten Sprossen dieser Familie war Otto Freiherr von Hackelberg-Landau, kaiserlicher Marine-Offizier, gefallen in Smyrna am 23. Juni 1853.
Als eines der freiherrlichen Geschlechter erhielt die Familie einen erblichen Sitz im Herrenhaus, dem Oberhaus des österreichischen Reichsrates.

## Wappen

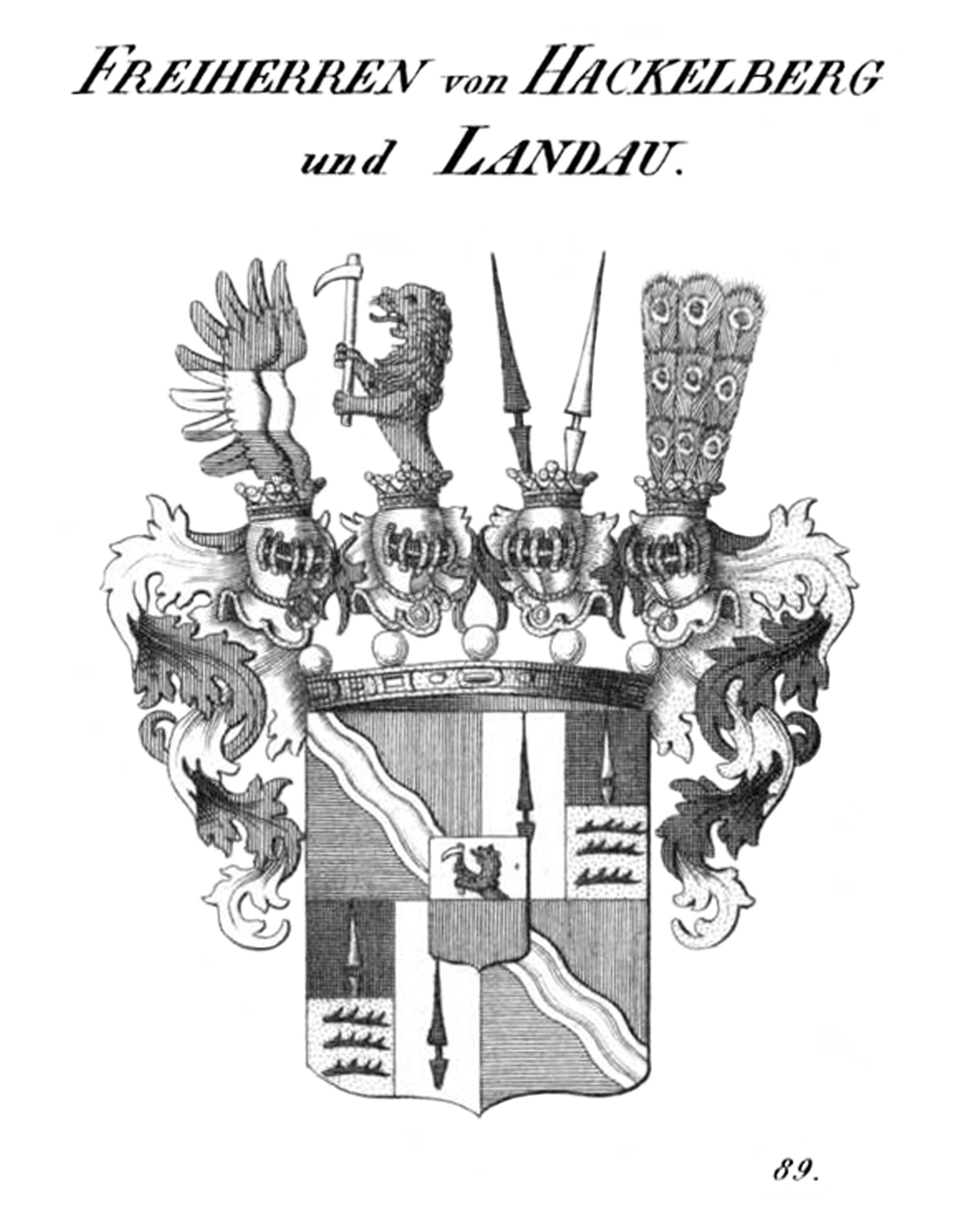
Wappen der Freiherren von Hackelberg und Landau

Stammwappen: geteiltes Wappen, oben in Silber ein roter wachsender Löwe, unten rot. Helmzier: goldene Krone mit dem roten wachsenden Löwen, Helmdecken weiß-rot.